# الصليب الأحمر الفيتنامي
الصليب الأحمر الفيتنامي (بالفيتنامية:Hội Chữ thập đỏ Việt Nam) ، هي مؤسسة طبية أنشئت سنة 1946م، وقامت الصليب الأحمر الفيتنامي بدورها الواجب خلال الحرب الفيتنامية الأولى ضد الإستعمار الفرنسي، و حرب فيتنام الثانية، حتى سقوط سايغون سنة 1973م.

## الصليب الأحمر الفيتنامي الجنوبي
كانت فيتنام الجنوبية أسست سنة 1951م يعرف بمؤسسة الصليب الأحمر الفيتنامي الجنوبي، واستمر النشاط الطبي لدعم الجيش الفيتنامي الجنوبي والجيش الأمريكي وحلفائهم، حتى اعلنت الصليب الأحمر الفيتنامي الجنوبي انحلالها عام 1973م، وذلك بعد سقوط سايغون.